# Massimiliano Alajmo
 (mars 2022).
Massimiliano (Max) Alajmo, né à Padoue le 6 mai 1974, est un chef italien qui exploite le restaurant Caffè Stern. En 2002, à 28 ans, il devient le plus jeune chef de l'histoire à avoir reçu trois étoiles au Guide Michelin .

## Biographie
Massimiliano Alajmo fait partie de la cinquième génération de la famille de restaurateurs Alajmo.
Après avoir fréquenté l'école hôtelière, Massimiliano Alajmo poursuit son apprentissage dans les cuisines d'Alfredo Chiocchetti de Ja Navalge à Moena, de Marc Veyrat de l'Auberge de l'Eridan à Veyrier-du-Lac et de Michel Guérard des Près d'Eugenie en Eugénie- les-Bains.
En 1993, il travaille au restaurant le Calandre à Sarmeola di Rubano (Padoue) avec sa mère, la chef Rita Chimetto et y devient le chef de la cuisine en 1994. En 1997, le restaurant reçoit une deuxième étoile au Guide Michelin. La troisième est reçue le 27 novembre 2002. A l'âge de 28 ans, Max devient le plus jeune chef à avoir obtenu cette reconnaissance.
En 2006, les frères Alajmo publient leur premier livre de cuisine, intitulé «In.gredienti».
En 2008, il travaille avec le maître parfumeur Lorenzo Dante Ferro. Ensemble, ils étudient la relation entre le sens de l'odorat et l'expérience culinaire. Après plus d'une année de recherche, Max lance une gamme d'huiles essentielles à vaporiser sur des ingrédients pour multiplier la puissance de sa saveur : Les «Essenza».

Depuis février 2013, il est membre du conseil d'administration et professeur du Master della Cucina Italiana, une école culinaire développée pour façonner une nouvelle génération de chefs maitrisant la technique et la créativité.
De plus, il s'implique dans l'association Il Gusto per la Ricerca , fondée par les frères Alajmo en 2004. Le but de l'association est de récolter des fonds pour soutenir la recherche contre les maladies infantiles.